# Лучин (Гомельская область)
Лучин (бел. Лучы́н) — агрогородок в Рогачёвском районе Гомельской области Белоруссии. В составе Заболотского сельсовета.
Около агрогородка расположены месторождения глины.

## География

### Расположение
В 8 км на юг от Рогачёва, 2 км от железнодорожной станции Лукское (на линии Рогачёв — Жлобин), 113 км от Гомеля.

### Гидрография
Река Днепр. Рядом расположено озеро Доброе.

## Транспортная система
Автодорога Рогачёв — Жлобин. Планировка состоит из 4 прямолинейных, параллельных между собой улиц меридиональной ориентации, которые соединяют 4 широтные улицы и образуют квартальную структуру. Застройка преимущественно деревянная, двусторонняя, усадебного типа.

## История
Некоторые исследователи считают, что здесь размещался древний город Смоленской земли Лучин, который впервые упоминается в грамоте смоленского князя Ростислава Рюриковича в 1173 году, однако Л. В. Алексеев считает это неправдоподобным. Бесспорным является то, что эти места были заселены в глубокой древности, о чём свидетельствуют обнаруженные археологами городища и поселение милоградской, зарубинецкой культур и эпохи Киевской Руси, курганные могильники (5 насыпей, рядом с городищем), а также 6 поселений эпохи неолита и бронзового века.
Согласно письменным источникам известна с XV века как селение в Великом княжестве Литовском. Упоминается в грамоте Казимира IV от 15 мая 1480 года, данной купцу Л. Терентьевичу о разрешении на беспошлинную торговлю в городах ВКЛ. В письме королевы Боны от 1548 года сообщалась державцу Рогачёвскому о жалобах жителей деревни Лучин. В 1593 году упоминается как село со Свято-Николаевской церковью, при которой было кладбище Кочицких. Упоминается в 1756 году как село в Задруцком войтовстве Рогачёвского староства.
После 2-го раздела Речи Посполитой (1793 год) в составе Российской империи. Согласно ревизии 1858 года в составе поместья Заболотье помещика Д. П. Турченинова. С 1871 года действовало предприятие по производству сахара, с 1880 года — хлебозапасный магазин. В 1881 году построено здание народного училища (в 1889 году — 86 учеников). Согласно переписи 1897 года действовали 5 ветряных мельниц, 2 круподёрки, кирпичный завод, 4 магазина, питейный дом, в Луковской волости Рогачёвского уезда Могилёвской губернии. Между жителями и помещикам нередко возникали конфликты в связи с запретом жителям пользоваться пастбищем, которое они считали общей. В 1909 году работала библиотека при школе, 605 десятин земли.
С 20 августа 1924 года центр Лучинского сельсовета Рогачёвского района Бобруйского (до 26 июля 1930 года) округа, с 20 февраля 1938 года Гомельской области. В 1930 году организован колхоз «Путь крестьянина». Во время Великой Отечественной войны оккупанты в 1941 году частично сожгли деревню, а в 1944 году ещё 282 двора и убили 15 жителей. 125 жителей погибли на фронте. В 1975 году в деревню переселились жители посёлка Путь Крестьянина (не существует). Центр колхоза «Заветы Ильича». Расположены средняя школа, клуб, библиотека, фельдшерско-акушерский пункт, детские ясли-сад, отделение связи, 3 магазина.
В состав Лучинского сельсовета входил до 1975 года посёлок Путь Крестьянина (не существует).
До 16 декабря 2009 года центр Лучинского сельсовета.
В 2011 году деревня Лучин преобразована в агрогородок.

## Население

### Численность
2004 год — 350 хозяйств, 854 жителя.

### Динамика
- 1858 год — 102 двора, 569 жителей.
- 1881 год — 118 дворов, 662 жителя.
- 1897 год — 178 дворов, 1383 жителя (согласно переписи).
- 1909 год — 227 дворов, 1362 жителя.
- 1925 год — 308 дворов.
- 1940 год — 1413 жителей.
- 1959 год — 1410 жителей (согласно переписи).
- 2004 год — 350 хозяйств, 854 жителя.

## Культура
- Дом культуры
- Музей "Лучин на Днепре" ГУО "Лучинская базовая школа"[8]. Один из экспонатов — копия гарпуна VII-II вв. до н.э.

## Достопримечательность
- Братская могила советских воинов
- Памятник землякам, погибшим в Великой Отечественной войне
- Около деревни группа археологических памятников Лучин

### Памятник, скульптура
- Памятник В. И. Ленину
- Мемориальная доска Герою Советского Союза П. А. Пилютову (2021). Установлена на здании школы.

### Утраченное наследие
- Деревянная церковь

## Известные уроженцы
- П. А. Пилютов — Герой Советского Союза.
- М. Р. Брилёв — генерал-лейтенант.